# Palaca (Ort)
Palaca (auch Palaka, in einer Landkarte der UN von 2005 auch als Qima) ist ein osttimoresischer Ort im Suco Sanirin (Verwaltungsamt Balibo, Gemeinde Bobonaro). Er liegt in einer Meereshöhe von 11 m im Westen der Aldeia Palaca. Das Dorf liegt an der Küste der Sawusee, die Überlandstraße von Batugade zur Landeshauptstadt Dili führt durch den Ort. Nordöstlich befinden sich die Nachbarorte Subaleco und Biatoro, südlich das Dorf Caco.
Die Häuser verteilen sich entlang der Straße. In Palaca befinden sich der Sitz des Sucos Sanirin, die Escola Secundária Católica Geral e Pescas (deutsch Katholische Sekundarschule für Allgemeinbildung und Fischerei), eine Kapelle und ein Friedhof.